# Соколов, Юрий Константинович
Юрий Константинович Соколо́в (3 декабря 1923, Ярославль — 31 июля или 14 декабря 1984, Москва) — советский торговый деятель. Директор одного из крупнейших гастрономов СССР в Москве «Елисеевский» с 1972 по 1982 годы. За многочисленные хищения в особо крупных размерах казнён по приговору суда в 1984 году.

## Биография
Родился 3 декабря 1923 года в Ярославле. Русский по национальности.
Участник Великой Отечественной войны с 1941 года. Призван Сталинским РВК г. Ярославля. Имел 5 ранений. Командир взвода батареи 120-мм миномётов, 1193-го стрелкового полка, 360-й стрелковой дивизии 1-й Ударной армии 2-го Прибалтийского фронта младший лейтенант Соколов награждён в марте 1945 года орденом Красной Звезды за то, что в бою за г. Кирки, командуя батареей, уничтожил огнём миномётов до 30 солдат противника, а также за то, что в бою за г. Руземулуши, командуя батареей 45-мм пушек, уничтожил 2 станковых пулемёта, 37-мм пушку и 60 солдат противника, отбивая множественные контратаки. В октябре 1945 года награждён медалью «За победу над Германией».
После демобилизации сменил много профессий, работал таксистом. В конце 1950-х годов был осуждён за обсчёт клиентов.
В 1963 году устроился продавцом в один из столичных магазинов. С 1972 по 1982 годы работал директором магазина «Елисеевский».

## Елисеевское дело
В 1982 году к власти в СССР приходит Ю. В. Андропов, одной из целей которого было очищение страны от коррупции, хищений и взяточничества. Ему было известно реальное положение дел в торговле, поэтому Андропов решил начать с Московского продторга. Первыми арестованными по этому делу стали директор московского магазина «Внешпосылторг» («Берёзка») Авилов и его жена, которая была заместителем Соколова на посту директора магазина «Елисеевский».
Дело полностью расследовалось КГБ СССР, без привлечения МВД.
Вскоре, в октябре 1982 года Соколов был арестован. На его даче были обнаружены около 50 тысяч советских рублей. На допросах Соколов пояснил, что деньги не его личные, а предназначены для других людей. На основании его показаний было возбуждено около сотни уголовных дел против руководителей московской торговли, в том числе против начальника Главмосторга Николая Трегубова.
Существует версия, что Соколову пообещали снисхождение суда в обмен на раскрытие схем хищений из московских магазинов. На суде Соколов извлёк тетрадь и зачитал имена всех причастных и суммы взяток. Тем не менее, суд приговорил Соколова к смертной казни (расстрелу) с конфискацией имущества и лишением всех званий и наград. Приговор вынес судья Верховного Суда РСФСР, а позднее Верховного Суда РФ, Владимир Венедиктович Демидов.
14 декабря 1984 года (по другим данным — 31 июля 1984 года) приговор был приведён в исполнение. Кенотаф Ю. К. Соколова установлен в Москве на Введенском кладбище.

## Последствия
Елисеевское дело стало крупнейшим делом о хищениях в советской торговле. Трегубов был  приговорëн к 15 годам лишения свободы, остальные арестованные получили меньшие сроки.

## В культуре
- Его истории посвящён 1-й выпуск документального телефильма «Следствие вели...» — «Кремлёвский гамбит»;
- Документальные фильмы: «Елисеевский. Казнить. Нельзя помиловать» (2004) и «Соколиная охота» (2009);
- Телесериал 2011 года «Дело гастронома № 1» («Охота на беркута», реж. С. Ашкинази), посвящённый делу Елисеевского магазина. Прототипом главного героя Георгия Беркутова (актер Сергей Маковецкий) является Юрий Соколов;
- История дела напоминает судьбу главного героя фильма «Змеелов», вышедшего на экраны через год после казни Соколова;
- Телесериал «Галина» (2008);
- Мини-сериал «Казнокрады», серия 3 (2011).